# تاكيشي كوساو
تاكيشي كوساو (草尾毅 كوساو تاكيشي) هو مؤدي أصوات ياباني ولد في 20 نوفمبر 1965 في محافظة سايتاما.

## أدواره في الأنمي

### مسلسلات أنمي تلفزيونية
- دراغون بول Z - ترانكس, غوتينكس
- دراغون بول GT - ترانكس
- دراغون بول Z كاي - ترانكس
- دراغون بول سوبر - ترانكس
- سلام دانك - ساكوراغي هاناميتشي
- الرقيب كيرورو - نائب العريف دورورو
- دي إن إنجل - كراد
- داركر ذان بلاك: المقاول الأسود - وي زيجون
- ساموراي 7 - هيوغو
- اللعبة الكبرى - ورد/البطل رعد
- ون بيس - كوزا، جاغوار دي ساولو
- إينوياشا - بانكوتسو
- إينوياشا: الجرء الأخير - ماغاتسوهي
- غينسومادين سايوكي - كوغايجي
- سايوكي RELOAD - كوغايجي
- سايوكي RELOAD GUNLOCK - كوغايجي
- سايوكي RELOAD BLAST - كوغايجي
- سبايرال - كوسكي أسازوكي
- سبيد غرافر - ران يوريغاوكا
- كود غياس: لولوش الثائر - ماو
- ساندز أوف ديستراكشن - رئيس الضفادع
- سولتي راي - ويل
- ناروتو شيبودن - شيرانامي
- أوتينا فتاة الثورة - كيويتشي سايونجي
- مصارع السومو الجريء ماتسوتارو!! - أوكوغاني
- أبطال الديجيتال الجزء الثاني - بارود
- إندماج الديجيمون - باليستامون، كريستوفر أونوما، غريمون, سايبردرامون، لورد باغرا
- أبطال الديجيتال: - زين
- ساموراي واريورز - يوكيمورا سانادا
- وورلد تريغر - ماسافومي شينودا
- كايتو جوكر - لاكي بيراميد
- سينت سيا - وولف ناتشي (الصوت الثاني)
- ميجر - فوجي
- ميجر سكند - فوجي
- التقرير المتنقل الجديد جاندام وينج - ميولر

### أنمي الإنترنت
- سينت سيا: سول أوف غولد - كابريكورن شورا

### أوفا أنمي
- تيلز أوف فانتازيا ذي أنيميشن - كريس آلبين
- كاشان - كاشان
- سينت سيا: هادس: المعابد الإثنا عشر - كابريكورن شورا
- سينت سيا: هادس: العالم السفلي - كابريكورن شورا

### أفلام أنمي
- أكيرا - كاي
- دراغون بول Z: سوبر آندرويد 13 - ترانكس
- دراغون بول Z: برولي السوبر سايان الأسطوري - ترانكس
- دراغون بول Z: تحرير بوجاك - ترانكس
- دراغون بول Z: عودة برولي - ترانكس
- دراغون بول Z: بايو-برولي - ترانكس
- دراغون بول Z: تجديد الدمج - ترانكس
- دراغون بول Z: غضب التنين - ترانكس
- دراغون بول Z: معركة الخوارق - ترانكس
- دراغون بول Z: إعادة إحياء "F" - ترانكس
- دراغون بول سوبر: برولي - ترانكس
- إينوياشا: جزيرة هوراي القرمزية - جورا
- ون بيس (2000) - وونان (أيام الطفولة)
- سلام دانك (1994) - حسان
- سلام دانك: إلى لقب البطولة! - حسان
- سلام دانك: أقوى تحدي لفريق الصقور! - حسان
- سلام دانك: زئير روح لاعب كرة السلة! - حسان

## أدواره في ألعاب الفيديو
- سلسلة ألعاب غيلتي جير
  - غيلتي جير - كاي كيسك
  - غيلتي جير X - كاي كيسك
  - غيلتي جير XX - كاي كيسك، روبو-كاي
  - غيلتي جير إيسكا - كاي كيسك
  - غيلتي جير جادجمنت - كاي كيسك
  - غيلتي جير 2 أوفرتشر - كاي كيسك
  - غيلتي جير Xrd - كاي كيسك
- تيلز أوف فانتازيا - كريس آلبين
- تيلز أوف فرسس - كريس آلبين
- تيلز أوف ذا وورلد: ريف يونايتيا - كريس آلبين
- كيرورو آر بي جي: الفارس والمحارب والقرصان الأسطوري - نائب العريف دورورو
- ساموراي واريورز - يوكيمورا سانادا
- ساموراي واريورز 2 - يوكيمورا سانادا
- ساموراي واريورز 3 - يوكيمورا سانادا
- ساموراي واريورز 4 - يوكيمورا سانادا
- سيغا سونيك ذا هيدجهوج - القنفذ سونيك
- سينت سيا: ذا سانكتشواري - كابريكورن شورا
- سينت سيا: ذا هادس - كابريكورن شورا
- سوبر سماش برذرز ألتميت - البطل (دراغون كويست IV)

## أدواره في الدبلجة اليابانية
- تشاك - تشاك بارتوسكي
- روميو + جولييت - روميو
- المصارعين المقنعين - ريكوشيه

## وصلات خارجية
- تاكيشي كوساو على موقع IMDb (الإنجليزية)
- تاكيشي كوساو على موقع ألو سيني (الفرنسية)
- تاكيشي كوساو على موقع ميوزك برينز (الإنجليزية)
- تاكيشي كوساو على موقع أول موفي (الإنجليزية)
- تاكيشي كوساو على موقع قاعدة بيانات الفيلم (الإنجليزية)
- تاكيشي كوساو على موقع كينوبويسك (الروسية)
- تاكيشي كوساو على موقع ANN person (الإنجليزية)